# RapiCa
RapiCa（ラピカ）是自2005年4月1日起啟用的IC卡的鹿兒島共通乘車卡愛稱。
愛稱來自「Ride And Pay Intelligent CArd」與「らくらくピッと乗れるカード」。標誌在i之上繪有3條放射狀的線，反映燈台和街燈的形狀。

## 概要

互相使用關係

可用於鹿兒島市電、鹿兒島市營巴士、南國交通巴士、JR九州巴士北薩線、櫻島渡輪的IC乘車卡，使用索尼開發的「FeliCa」，符合Cybernet規格。截至2014年12月的累計發行張數為約25.7萬張。
與岩崎集團公司發售的IC乘車卡岩崎IC卡互相通用，故此也可用於鹿兒島交通、種子島、屋久島交通、鹿兒島商船、垂水渡輪，不僅可在鹿兒島縣內使用，亦可用於熊本縣南部（水俁市）與宮崎縣西部（都城市）的巴士路線。但是適用於「岩崎IC卡」的折扣不適用。
雖可與岩崎IC卡互相使用，但不能與SUGOCA、nimoca、Suica等全國互相使用IC卡通用（詳情參見鹿兒島市交通局#IC卡乘車券互相使用問題）。但是櫻島渡輪內與一部分營業所購入Rapica（包括定期券）之時可使用全國互相使用IC卡。